# Tomás Rodríguez Rubí
Tomás Rodríguez Rubí (Màlaga, 21 de desembre de 1817 - Madrid, 14 d'agost de 1890) fou un dramaturg i polític espanyol, ministre d'Isabel II d'Espanya.

## Biografia
Era fill d'un comandant d'artilleria de la Milícia Nacional que va ser perseguit diverses vegades pel seu liberalisme. Va quedar orfe als tretze anys i va treballar com a escrivent a cases particulars, i més tard en l'arxiu del Comte de Montijo, que el va protegir. Va col·laborar al Semanario Pintoresco Español, a La Ortiga i en El Clamor, usant de vegades el pseudònim Jávora. Va dirigir El Sur (1855-1856).
Va ser director del Teatre Espanyol i membre de la Reial Acadèmia de la Llengua el 1860; va ingressar amb un discurs sobre "Excelencia, importancia y estado presente del teatro", que sostenia que el teatre és alhora còpia i escola dels costums socials. Va pertànyer sempre al Partit Moderat. Fou diputat a Corts per Conca (1853) i Mondoñedo (1864), director general diverses vegades, va ocupar la cartera d'Ultramar en l'últim gabinet d'Isabel II i va acompanyar a la reina a l'exili parisenc el 1868. Allí va treballar pel triomf de la Restauració borbònica i, quan es va produir, va ser nomenat intendent general a les Filipines i comissari reial a Cuba, on va ser administrador de la Duana de l'Havana en 1876. Fou elegit diputat pel Partit Conservador pel districte de Palma de Mallorca a les eleccions generals espanyoles de 1876. La seva jubilació política va ser el Consell d'Estat, en el qual presidia la secció de Governació. Va tenir un escó vitalici en el Senat.
Literàriament, va començar imitant Manuel Bretón de los Herreros i després va conrear el drama històric representant un romanticisme de transició: Isabel de Castilla i Bandera Negra. En les seves comèdies presagia un costumisme més modern que el de la primera meitat del segle xix. Va fer evolucionar el drama romàntic fins a la comèdia seriosa d'ambientació històrica i sentit polític. Va ser també un dels creadors de l'alta comèdia i va pertànyer a la Reial Acadèmia. Va tenir al seu càrrec la secció de Crítica de La Enciclopedia moderna. Diccionario universal de literatura, Ciencias, artes, agricultura, industria y comercio, primera gran enciclopèdia espanyola editada a Madrid per Francisco de Paula Mellado entre 1851 i 1855 en trenta-quatre volums, adaptació de la francesa de Diderot.
Amb les seves Poesías andaluzas (1841) inicià la poesia regionalista, caracteritzada per la seva fidelitat a la parla popular i la presentació de tipus humans curiosos. Alguns dels seus poemes són veritables quadres costumistes, como el titulat "La venta del jaco". No falten tampoc les llegendes locals.

## Obra
A Madrid es donà a conèixer al Liceo com a poeta. En 1840 estrenà la seva primera obra dramàtica, Del mal, el menos. Tenia fama d'escriure llibrets molt ràpid. Una vegada es va comprometre amb l'actor Julián Romea a entregar-li una comèdia en vuit dies i complí la seva paraula. Endemés, La trenza de sus cabellos (1848) fou un èxit als escenaris de Madrid i inaugurà el gènere de la comèdia sentimental-moral, tòpica y superficial; pertany al mateix gènere Borrascas del Corazón  (1846), La escala de la vida (1857), sobre la penitència que suposa als fills tarambanes tenir fills encara més tarambanes que ells, i Fiarse del porvenir (1874), que dramatitza la necessitat entre els joves de no embarcar-se en res sense tenir recursos previs.
Va escriure els drames Dos validos y castillos en el aire (1842), sobre Peñaranda i el pare Nithard; La rueda de la Fortuna (1843, segona part en 1875), respectivament sobre l'ascens i caiguda del marquès de l'Ensenada, ministre de Ferran VI; Bandera Negra (1844), ambientada en la turbulenta Espanya de Felip IV de Castella, Fortuna contra fortuna, La penitencia en el pecado, El arte de hacer fortuna (1845), comèdia on ataca la immoralitat del món de les finances, en ordre als canvis polítics que tenen conseqüències en especulacions borsàries; la va continuar El hombre feliz(1848). Hom creu que es va inspirar en el financer José de Salamanca y Mayol. La familia (1866) és un drama moralitzador molt conservador i ¡El gran filón! (1874) critica una societat trasbalsada per la corrupció política, on domina el nepotisme i el tràfic d'influències, la prevaricació i el xantatge; a Isabel La Católica (1844) tracta de la fi de la Reconquesta espanyola i el descobriment i colonització d'Amèrica, i s'inventa una trama amorosa entre la reina i el Gran Capità, Gonzalo Fernández de Córdoba. Comèdia de costums és La venta de Cárdenas (1842)